# Dilara Fındıkoğlu
Dilara Fındıkoğlu, dont le nom est souvent anglicisé sous la graphie Dilara Findikoglu (prononciation en anglais britannique : /dɪˈlɑːrʌ fəndək.oʊlʊ/), est une styliste féministe anglo-turque, , née le 5 septembre 1990 à Istanbul.

## Biographie

### Enfance et jeunesse
Dilara Fındıkoğlu naît et grandit dans une famille musulmane conservatrice à Istanbul, en Turquie. Ses parents sont originaires de Kayseri en Anatolie centrale ; son père est propriétaire et gérant d'une usine de fabrications de lunettes aux côtés des frères et sœurs aînés de Fındıkoğlu,,.
Dès l'âge de 2 ans, Fındıkoğlu dessine des silhouettes de femmes chez ses parents. Elle se passionne pour le stylisme dès son adolescence. À 19 ans, elle déménage d'elle-même à Londres pour étudier le stylisme à Central Saint Martins, d'où elle sort diplômée avec mention en 2015. Après s'est vue refuser la participation au défilé de fin d'études de Central Saint Martins, Fındıkoğlu crée Encore CSM, un défilé concurrent pour les étudiants de l'école ayant été exclus de l'événement officiel,,,.

### Carrière
Au cours de ses études, Fındıkoğlu collabore avec les stylistes Mary Katrantzou (en), Jeremy Scott et Yazbukey. Elle effectue un stage à la Maison Margiela auprès de John Galliano, qu'elle considère comme son mentor .
En 2016, elle ouvre sa propre marque de mode à Londres. Depuis lors, ses créations sont portées en public par d'importantes personnalités telles que Bella Hadid, Lady Gaga, Madonna, Rihanna, Björk, FKA Twigs, Margot Robbie,,,,,,, Kylie Jenner et Cardi B. Dès 2016, Fındıkoğlu présente sa première collection, baptisée Dante’s Islamic Inferno (« L'Enfer islamique de Dante »), qui se contestataire vis-à-vis des discriminations envers les femmes dans les pays musulmans. Le 20 février 2017, elle présente à la Fashion Week de Londres sa deuxième collection Seven Sister of Inherited Sun, inspirée de la science-fiction post-apocalyptique, ; les pièces sont notamment présentées par les mannequins Brooke Candy, Sussi et Lily McMenamy (en). En 2017, Fındıkoğlu est demi-finaliste du prix LVMH des jeunes stylistes.
Le 31 octobre 2023, elle organise à Londres un banquet d'Halloween, avec un code vestimentaire particulièrement strict axé sur une réappropriation décadentiste des costumes du XVIIIe siècle,.
Sa collection automne-hiver 2023-2024, baptisée Not a Man's Territory (« Un territoire qui n'est pas celui d'un homme »), comprend notamment la robe Joan's Knives (« les couteaux de Jeanne »), faite de 200 couteaux victoriens et censée rappeler l'armure de Jeanne d'Arc, ; cette pièce crée le buzz sur les réseaux sociaux. Fındıkoğlu ne parvient toutefois pas à récolter les fonds nécessaires pour présenter une collection printemps-été à la Fashion Week de Londres. Elle présente néanmoins à la 40e Fashion Week une nouvelle collection automne-hiver 2024-2025, Femme Vortex, qu'elle décrit elle-même comme l'expression de la « puissance divine féminine » et comme une « réalité différente, en dehors de la politique, des frontières, des normes de genre, de toute sorte de règles systématiques créées par des hommes hétéro-patriarcaux ». Portés par Hari Nef et Paul Hameline. Sa prestation est comparée au défilé de la Maison Margiela réalisé à Paris quelques semaines plus tôt, tant en raison des pièces présentées que du maquillage des mannequins.
Lors du lancement du film Barbie en avant-première à Londres en 2023, l'actrice principale Margot Robbie s'affiche avec une mini-robe rouge signée Fındıkoğlu,. La rappeuse américaine Cardi B arbore son modèle de robe longue faite de barrettes à cheveux sur le tapis rouge de la cérémonie des MTV Video Music Awards 2023 dans le New Jersey,. Lors de la 66e cérémonie des Grammy Awards à Los Angeles en février 2024, la rappeuse américaine Doja Cat porte une robe transparente réalisée par Fındıkoğlu, ainsi qu'un tatouage temporaire stylisé au nom de la créatrice sur son visage,,,. Elle porte une autre pièce de la créatrice lors de son concert au Wireless Festival 2024 à Londres,.

## Style artistique
L'œuvre de Fındıkoğlu est en grande partie influencée par la mythologie, les symboles occultes, le tatouage, les problématiques sociales, le mouvement gothique, la Victoriana (en), la culture punk et le rock 'n' roll,,,. Elle intègre également des motifs de broderie et de tapis turcs (en) dans ses pièces. Carine Bizet du journal Le Monde note que « Dilara Findikoglu ne respecte aucune autre règle que celle du savoir-faire technique. » Le magazine Stylist affirme que Fındıkoğlu « met un point d’honneur à dépeindre des féminités plurielles » dans une optique « féministe et progressiste ». Dans une interview donné au magazine Vogue, celle-ci affirme la dimension féministe de son œuvre :

« Lorsque j’étais enfant, les femmes de mon entourage n’avaient pas leur indépendance et ne pouvaient même pas la concevoir, témoigne-t-elle. J’ai grandi avec des gens qui donnaient leur opinion sur la façon dont une femme devait être habillée, trop souvent source de conversation entre les hommes. Je me suis interrogée sur le rôle des femmes et sur leur capacité à accomplir les choses par elles-mêmes. Cela a fait naître en moi la passion pour changer l’environnement qui m’entoure et l’un des moyens d’y parvenir était de créer. Je voulais libérer le corps des femmes de toutes les restrictions imposées par les hommes, tant sur le plan physique que psychologique. »

— Vogue France no 1044, février 2024
Le magazine Vogue Türkiye (tr) affirme que « ses créations reflètent la confiance en soi et l'originalité. Ceux qui portent ses pièces ont l’impression de faire partie de son monde. »
Fındıkoğlu affirme s'inspirer d'Alejandro Jodorowsky, René Guénon, Dame Vivienne Westwood et Black Sabbath.